# 永川区
永川区（えいせんく）は中華人民共和国重慶市に位置する市轄区。

## 地理
永川区は重慶市西部、長江上流北岸に位置する。

## 歴史
776年（大暦11年）、唐朝により永川県が設置され、清末まで沿襲された。1992年3月9日に永川市に昇格し、2006年10月22日に永川区に改編され現在に至っている。

## 行政区画
下部に7街道、16鎮を管轄する。
- 街道
  - 中山路街道、勝利路街道、南大街街道、茶山竹海街道、大安街道、陳食街道、衛星湖街道
- 鎮
  - 青峰鎮、金竜鎮、臨江鎮、何埂鎮、松漑鎮、仙竜鎮、吉安鎮、五間鎮、来蘇鎮、宝峰鎮、双石鎮、紅炉鎮、永栄鎮、三教鎮、板橋鎮、朱沱鎮

## 教育

### 大学
- 重慶文理学院（中国語版）
- 重慶大学 城市科技学院
- 重慶財経職業学院
- 重慶科創職業学院
- 重慶城市職業技術学院
- 重慶水利電力職業技術学院
- 重慶外国語専修学院

## 交通

### 鉄道
- 成渝旅客専用線
  - 永川東駅（中国語版）
- 渝昆高速鉄道
  - 永川南駅
- 成渝線
  - 永川駅（中国語版）

### 道路
- 高速道路
  -  銀昆高速道路
  -  渝瀘高速道路（中国語版）
  -  渝瀘複線高速道路
  -  永合高速道路
  -  重慶都市圏環線高速道路（中国語版）
- 国道
  - G246国道（中国語版）
  - G348国道（中国語版）

## 工業
- 恒通客車（中国語版）、宇通客車

## 健康・医療・衛生
- 重慶医科大学附属永川医院[1]
- 永川区人民医院
- 永川区中医院
- 永川区婦幼保健院
- 永川区児童医院

## 友好都市
- 山東省・東営市
- 四川省・宜賓市
- ブルガリア プレヴェン州・プレヴェン
- アメリカ ペンシルベニア州・チェスター郡